# 扎斯塔夫涅 (索卡爾區)
50°22′34″N 23°44′15″E / 50.37611°N 23.73750°E
扎斯塔夫涅（烏克蘭語：Заставне），是烏克蘭西部的村莊，隸屬利維夫州的舍普季茨基區。該村始建於1462年，面積0.13平方公里，海拔高度208米，2024年 42戶，人口密度每平方公里730.77人。